# El Transformador, Guerrero
El Transformador är en ort i Mexiko.   Den ligger i kommunen Pilcaya och delstaten Guerrero, i den sydöstra delen av landet, 90 km söder om huvudstaden Mexico City. El Transformador ligger 1 162 meter över havet och antalet invånare är 118.
Terrängen runt El Transformador är kuperad. Runt El Transformador är det ganska tätbefolkat, med 108 invånare per kvadratkilometer. Närmaste större samhälle är Taxco de Alarcón, 17,9 km sydväst om El Transformador. I omgivningarna runt El Transformador växer huvudsakligen savannskog.